# 董坐
董坐（1953年—），台灣硯雕藝術家，彰化縣人，現居於台灣彰化縣二水鄉。

## 簡介
董坐出生於彰化縣二水鄉，是已故硯雕家董壬申的第三子，家傳以螺溪石製硯的事業，董坐在十七歲時即隨父親學習硯雕，後來也前往花蓮參觀大理石工廠，看到石頭切割機器獲得啟發，返回二水後開發手持電動工具，製硯風格由實用改為藝術鑒賞，曾製作九龍硯、百龍硯等作品。
為推廣製硯藝術，董坐於1992年成立董坐石硯藝術館，展示螺溪石硯及文房四寶，並提供個人工作室開班及透過文建會、彰化縣政府進行硯雕傳承工作。同時於1994年到2002年相繼出版五本專輯，名為《董坐螺溪石硯精品輯》，巨細靡遺解析螺溪石硯的典故、製作過程和自己的創作展示。

## 得獎紀錄
- 1994~95年 參加省手工藝第二屆、第三屆工藝設計入選獎
- 1998年 榮獲行政院文化建設委員會文馨獎
- 2000年 榮獲行政院文化建設委員會文馨獎 銀獎
- 2003年 獲彰化文化局授證為彰化縣地方文化館
- 2005年 國際網界博覽會比賽 地方人物領袖類別 榮獲金獎 (彰化縣復興國小製作)
- 2007年 獲國立台灣工藝研究所授證為-台灣工藝之家
- 2014年 彰化縣無形文化資產「傳統工藝美術」石硯硯雕保存者
- 2018 年 彰化縣政府「傳統藝師」認證通過

## 展演記錄
- 1986年 榮獲省立博物館典藏（鄉之韻）（荷塘情趣）等多件作品
- 1990年 榮獲省立彰化社會教育館典藏（祥龍獻瑞）作品
- 1991年 彰化縣立文化中心（現彰化縣文化局）舉辦學螺溪石硯雕刻指導講師
- 1992年 受邀於彰化縣立文化中心特展
- 1992年 董坐石硯藝術館開幕
- 1992年 應邀台中縣豐原太平洋百貨公司個展
- 1993年 參加國際傳統工藝大展
- 1993年 受邀於省立社會教育館個展
- 1993年 南投縣名間鄉靈山寺舉辦硯雕班指導老師
- 1994年 董坐螺溪石硯精品集出版
- 1994年 應邀台中市立文化中心個展
- 1994年 應邀彰化市合作金庫開幕個展
- 1995年 彰化縣政府舉辦暑期青少年硯雕班指導老師
- 1995年 協助行政院文建會舉辦文藝季八堡圳傳奇硯雕活動，並圓滿成功
- 1995年 行政院文建會舉辦「文藝季」八堡圳傳奇螺溪石硯雕展演指導老師
- 1995~98年 應文建會之邀於中正機場展
- 1996年 彰化縣政府舉辦暑期青少年硯雕班指導老師
- 1996年 應行政院文建會之邀展於 「美國紐約」 「法國巴黎」
- 1996年 省旅遊局邀於八卦山風景區管理所開幕個展
- 1996年 彰化縣立員林高中舉辦師生解說螺溪石指導老師
- 1996年 彰化縣政府拍攝「民俗薪傳硯雕紀錄片」
- 1996年 應邀逢甲大學個展
- 1997年 董坐螺溪石硯精品輯出版（二）
- 1998年 受邀台中市立文化中心個展
- 1998年 受邀考試院展「五院同心」
- 1999年 應行政院文建會之邀於「總統府」「行政院」展
- 1999年 受邀雲林縣立文化中心「海峽兩岸名家創作」展
- 1999年 應行政院文建會之邀展於 「美國紐約」 「法國巴黎」
- 2000年 彰化文化局礦溪美展籌備委員會委員
- 2000年 彰化縣政府文化局－中國傳統技藝硯雕班指導老師
- 2000年 彰化縣政文化局－硯雕暑期班技藝指導老師
- 2000年 南投縣竹山鎮公所舉辦千禧年親子活動製作硯台指導老師
- 2000年 應文建會之邀於「總統府」「行政院」展
- 2001年 應行政院文建會之邀於「總統府」展
- 2001年 應邀國立台灣工藝研究所展
- 2001年 受邀彰化縣政府文化局個展
- 2001年 雲林科技大學邀請個展
- 2001年 虎尾科技大學邀請個展
- 2001年 應邀台灣工藝研究所展「金同心」「一道曙光」兩件作品
- 2002年 應邀日本大阪國際會議廳個展
- 2002年 應國立工藝研究所邀展於總統府
- 2003年 應彰化文局地方特色展於總統府
- 2004年 納入台灣翰林版國民中學一年級國文第二課（董坐與螺溪石硯）
- 2004年 應行政院文建會邀展美國巡迴展
- 2006年 桃園縣文化局邀請個展
- 2007年 台灣工藝研究所上海民族文化博覽會-台灣民間手工藝之星邀請特展(聯展)
- 2007~08年 彰化師範大學邀請個展
- 2008年國立傳統藝術中心台灣雕塑大展(邀請聯展-董家三代五人作品)
- 2008年 立法院國會藝廊邀請個展
- 2008年 陸軍司令部陸光藝廊邀請個展
- 2009年 中正紀念堂邀請個展
- 2010年 彰化縣後備指揮部頒發傑出貢獻獎
- 2013年 受邀於台南市敏惠護專個展
- 2013年 磺溪美展獎座設計
- 2014 年 私立普台高級中學個展
- 2014 年  台灣工藝文化園區-工藝美學館「台灣工藝之家個展」

## 資料來源
- 台灣工藝生活美學概念館--董坐[永久]
- 董坐石硯藝術館 （页面存档备份，存于）
- 螺溪石硯 兩百多年歷史傳承，董坐「見石即見硯」 （页面存档备份，存于）
- 文化部文化資產局--國家文化資產網] （页面存档备份，存于）